# Charles Thomas (poète)
Pour les articles homonymes, voir Thomas et Charles Thomas.
Charles Thomas, né le 19 avril 1915 à Port-Saint-Père et mort le 31 décembre 2008 à Issy-les-Moulineaux, est un poète français. Proche de la poésie de René Guy Cadou et de Jean Follain, il était aussi un admirateur de Marie Noël. Il a été l'un des membres fondateurs du groupe Les Cahiers de Garlaban.

## Œuvre
- Alouettes, Éditions Notre-Dame (Coutances), 1956.
- Sixième heure, illustrations de Michel Rebondy, Éditions Jacques Callewaert, 1958.
- L'enfant éparpillé, Les Nouveaux Cahiers de Jeunesse - Jean Germain, 1961, (Prix Jules-Davaine de l'Académie française en 1962)[1].
- Aux plaines de mémoire, Éditions C.E.L.F. (Bruxelles), 1962, (Prix Interfrance de poésie).
- L'arbre gardien, Éditions Traces, 1967.
- Au fur et à mesure, Éditions Traces, 1972.
- Couleurs du silence[2], collection Les poètes de Laudes[3],[4], 1983.
- Notes de route, illustration de couverture de Jacques Fortier, Les Cahiers de Garlaban, 1988.